# 姜庆初
姜庆初（8世纪—767年），唐朝秦州上邽（今甘肃省天水市）人。唐玄宗的驸马。
姜庆初是姜謩五世孙，姜皎之子。姜庆初未满周岁时，玄宗许诺会将公主嫁给他，后沦落二十余年。天宝年间姜皎的外甥、姜庆初的表兄李林甫为相当政，从容上奏保举姜庆初。天宝六载（747年），唐玄宗授姜庆初为官。天宝七载（748年），赠姜皎吏部尚书，仍赠实封二百户以充享祀。姜庆初袭封楚国公。天宝十载（751年），玄宗下诏姜庆初娶新平公主，授驸马都尉。新平公主原来下嫁裴玪，裴玪卒，新平公主改嫁姜庆初。旧制，驸马都尉多不拜正官，永泰元年（765年），唐代宗特拜姜庆初太常卿。当时脩植建陵（唐肃宗墓），代宗命姜庆初为脩陵使，姜庆初误毁连冈。代宗大怒，大历二年（767年）八月廿五日，以不恭之罪，赐死姜庆初，建陵使史忠烈等都被诛杀，裴玪子裴仿，也被削官。公主幽禁宫中，大历十年（775年）薨。
與新平公主生有一女姜氏（766年－838年），嫁殿中侍御史劉元質為妻，於開成三年逝世，享年七十三歲。